# استيبان كرسبو
استيبان كرسبو (بالإسبانية: Esteban Crespo)‏ هو كاتب سيناريو ومخرج إسباني، ولد في 10 يونيو 1971 في مدريد في إسبانيا.

## وصلات خارجية
- استيبان كرسبو على موقع IMDb (الإنجليزية)
- استيبان كرسبو على موقع ألو سيني (الفرنسية)
- استيبان كرسبو على موقع أول موفي (الإنجليزية)
- استيبان كرسبو على موقع قاعدة بيانات الفيلم (الإنجليزية)
- استيبان كرسبو على موقع كينوبويسك (الروسية)